# Lyulin Peak
Der Lyulin Peak (englisch; bulgarisch връх Люлин wrach Ljulin) ist ein rund 200 m hoher und spitzer Berg mit Doppelgipfel auf der Livingston-Insel im Archipel der Südlichen Shetlandinseln. Er bildet den östlichen Ausläufer des Delchev Ridge in den Tangra Mountains und ragt 7,35 km ostnordöstlich des Delchev Peak oberhalb des Renier Point auf.
Die bulgarische Kommission für Antarktische Geographische Namen benannte ihn 2004 nach einem Berg westlich von Sofia, der Hauptstadt Bulgariens.